# 小行星3073
小行星3073（3073 Kursk）是一颗围绕太阳公转的小行星。1979年9月24日，尼古拉·切爾尼赫在克里米亚发现了此天体。
該小行星以俄羅斯的城市庫爾斯克命名。
这颗小行星的绝对星等为232.41915等。